# Apatura clara
Apatura clara är en fjärilsart som beskrevs av Ruggero Verity 1950. Apatura clara ingår i släktet Apatura och familjen praktfjärilar. Inga underarter finns listade i Catalogue of Life.